# إميل بيرغمان
إميل بيرغمان (بالسويدية: Emil Bergman)‏ هو لاعب هوكي الجليد سويدي، ولد في 28 يوليو 1908 في يفله في السويد، وتوفي في 13 أبريل 1975 في ستوكهولم في السويد.

## وصلات خارجية
- إميل بيرغمان على موقع EliteProspects.com (الإنجليزية)
- إميل بيرغمان على موقع Eurohockey.com (الإنجليزية)
- إميل بيرغمان على موقع أوليمبيديا (الإنجليزية)
- إميل بيرغمان على موقع اللجنة الأولمبية السويدية (السويدية)